# Raymond Hatton
Raymond William Hatton (7 de julio de 1887 - 21 de octubre de 1971) fue un actor cinematográfico estadounidense, activo principalmente durante la época del cine mudo. 

## Biografía
Nacido en Red Oak (Iowa), Hatton actuó en casi quinientas producciones, destacando de entre todas ellas un período en la década de 1920 en el que interpretó comedias emparejado con Wallace Beery.
Aunque Hatton disfrutó de una exitosa carrera en el cine mudo, el cine sonoro estimuló su trayectoria, haciéndose conocido entre el público por su personaje de Rusty Joslin en el serial The Three Mesquiteers.
En el medio televisivo Hatton es recordado por los seguidores de la serie Aventuras de Superman por encarnar a personajes excéntricos en los episodios "Dagger Island" y "The Prince Albert Coat". 
Raymond Hatton falleció en Palmdale (California), en 1971, a causa de un ataque al corazón. Fue enterrado en el Cementerio Joshua Memorial Park de Lancaster (California).
A Hatton se le concedió una estrella en el Paseo de la Fama de Hollywood, en el 1708 de Vine Street, por su trabajo cinematográfico.

## Selección de su filmografía
- The Bangville Police (1913)
- That Ragtime Band (1913)
- The Squaw Man (1914)
- The Girl of the Golden West (1915)
- The Warrens of Virginia (1915)
- The Unafraid (1915)
- The Captive (1915)
- The Wild Goose Chase (1915)
- The Arab (1915)
- Chimmie Fadden (1915)
- Kindling (1915)
- Carmen (1915)
- Chimmie Fadden Out West (1915)
- The Cheat (1915)
- Temptation (1915)
- The Golden Chance (1915)
- Joan the Woman (Juana de Arco) (1917)
- A Romance of the Redwoods (1917)
- The Little American (1917)
- The Woman God Forgot (1917)
- The Devil-Stone (1917)
- Nan of Music Mountain (1917)
- The Whispering Chorus (1918)
- Old Wives for New (1918)
- We Can't Have Everything (1918)
- Don't Change Your Husband (1919)
- For Better, for Worse (Abnegación) (1919)
- Male and Female (Macho y hembra) (1919)
- The Fast Freight (1921)
- Manslaughter (¡Homicida!) (1922)
- Three Wise Fools (Tres solteros discretos) (1923)
- Nuestra Señora de París (1923), con Lon Chaney
- The Virginian (1923), con Walter Huston
- The Mine with the Iron Door (El infierno de oro) (1924)
- Triumph (1924)
- The Thundering Herd (La horda maldita) (1925)
- Now We're in the Air (1927), con Wallace Beery y Louise Brooks
- Fireman, Save My Child (1927), con Wallace Beery
- ¿Quién es el culpable? (1929)
- Hell's Heroes (Santos del infierno) (1930)
- The Silver Horde (La borda argentada) (1930)
- Murder on the Roof (1930)
- Midnight Mystery (1930)
- The Lion and the Lamb (1930)
- Woman Hungry (1931)
- The Squaw Man (El prófugo) (1931)
- Polly of the Circus (Polly, la del circo) (1932)
- The Three Musketeers (1933)
- The Women in His Life (1933)
- Wagon Wheels (1934)
- Lazy River (1934)
- Steamboat Round the Bend (1935)
- Jungle Jim (1936)
- Undersea Kingdom (1936)
- The Vigilantes Are Coming (1936)
- Yellowstone (1936)
- Love Is on the Air (1937)
- 6,000 Enemies (1939)
- Wyoming Outlaw (1939)
- New Frontier (1939), con John Wayne
- Tall in the Saddle (1944), con John Wayne
- Day the World Ended (1955)
- Dig That Uranium (1956)
- Invasion of the Saucer Men (1957)